# Pacific Standard Time

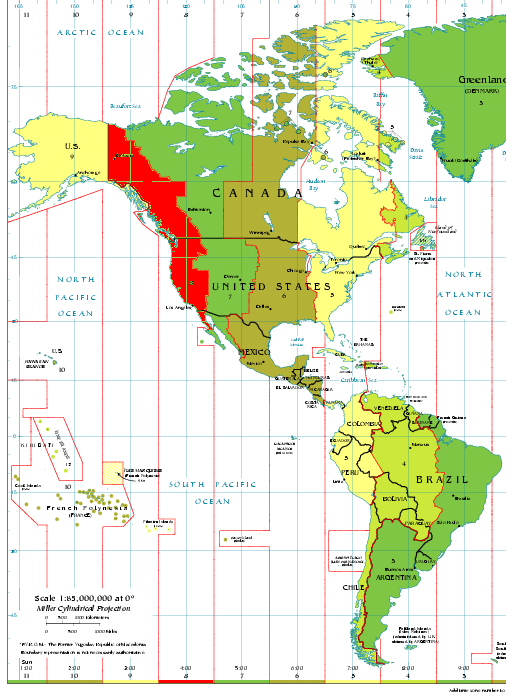
Pacific Standard Time (rood) in Amerika

Pacific Standard Time of PST is een tijdzone die acht uur achterloopt op UTC.
Pacific Standard Time wordt gevolgd in de volgende gebieden: (* geeft aan dat zomertijd wordt toegepast)
- Canada (Brits-Columbia*, Yukon*)
- Verenigde Staten (Californië*, Idaho (noordelijk)*, Nevada*, Oregon*, Washington*)
- Mexico (Neder-Californië*, Clarión eiland (Revillagigedo Archipel))